# Rottweil járás
Rottweil járás egy járás Baden-Württembergben. Rottweil járás Tuttlingen, Zollernalb, Freudenstadt, Ortenau és Schwarzwald-Baar járásokkal határos. Lakosainak száma 135 553 fő (2014. január 3.).

## Népesség
A járás népessége az elmúlt években az alábbi módon változott:

| 2014 | 135 553 |